# Gerardo Galeote

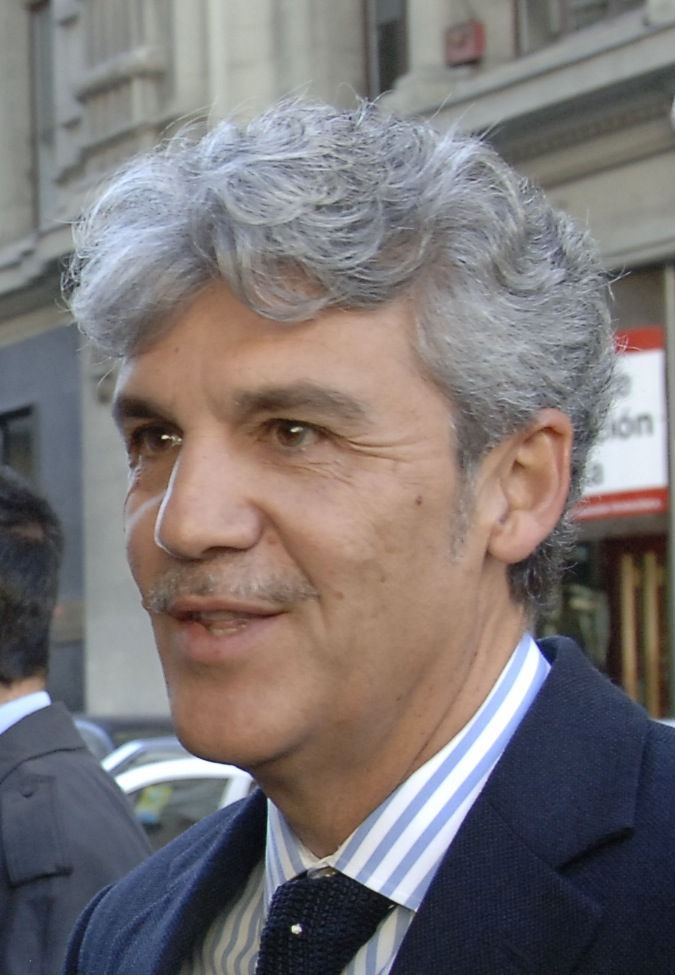
Gerardo Galeote Quecedo

Gerardo Galeote Quecedo (* 27. Januar 1957 in São Paulo, Brasilien) ist ein spanischer Politiker (PP). Er war von 1994 bis 2009 Mitglied des Europäischen Parlaments in der EVP-ED-Fraktion und seit 2004 Vorsitzender des Ausschusses für Regionalentwicklung. Außerdem war er Mitglied des Vorstands der Europäischen Volkspartei.
2009 wurden von Seiten des spanischen Ermittlungsrichters Baltasar Garzón gegen ihn Vorwürfe erhoben, in den Fall Gürtel, einen Korruptionsskandal innerhalb der PP, verwickelt zu sein. Galeote wurde daher – nach seiner Aussage auf eigenen Wunsch – zur Europawahl 2009 nicht wieder von seiner Partei aufgestellt.